# Variable antithétique
Les variables antithétiques sont une des techniques de réduction de la variance employées dans la méthode de Monte-Carlo. Il s'agit de tirer parti de certaines symétries d'une distribution et de la corrélation négative entre deux variables aléatoires.

## Principe
On souhaite estimer {\displaystyle \theta =\mathbb {E} (h(X))}, où X est une variable aléatoire et {\displaystyle \mathbb {E} } désigne son espérance mathématique. La méthode de Monte-Carlo de base consiste à simuler n variables iid selon la loi de X, disons X1, X2, ... ,Xn, puis à estimer θ par
{\displaystyle {\hat {\theta }}={\frac {1}{n}}\sum _{i=1}^{n}h(X_{i})}.
On peut avoir une idée de l'erreur commise en construisant un intervalle de confiance ; ce dernier nécessite un estimateur de la variance de l'estimateur {\displaystyle \sigma _{\hat {\theta }}^{2}}.
Supposons que l'on dispose de deux échantillons de taille n ; le premier est noté X1, X2, ... ,Xn et le second X'1, X'2, ... ,X'n. Pour simplifier les notations, on pose m1, m2 les estimateurs empiriques de l'espérance de h(X) sur respectivement l'échantillon 1 et 2. Autrement dit, on aura
{\displaystyle m_{1}={\frac {h(X_{1})+\cdots +h(X_{n})}{n}}}
et
{\displaystyle m_{2}={\frac {h(X'_{1})+\cdots +h(X'_{n})}{n}}}.
L'estimateur Monte-Carlo sur l'échantillon complet est simplement
{\displaystyle {\hat {\theta }}={\frac {m_{1}+m_{2}}{2}}}
et, du point de vue de la variance :
{\displaystyle \sigma _{\hat {\theta }}^{2}={\frac {\sigma _{m_{1}}^{2}+\sigma _{m_{2}}^{2}+2\mathrm {Cov} (m_{1},m_{2})}{4}}}.
Dans le cas iid, la covariance s'annule et (seulement vrai quand n → ∞) {\displaystyle \sigma _{m_{1}}^{2}=\sigma _{m_{2}}^{2}}, si bien que {\displaystyle \sigma _{\hat {\theta }}^{2}=\sigma _{m_{1}}^{2}/2} : le facteur 2 s'explique car on a doublé la taille de l'échantillon.
La technique de la variable antithétique consiste à choisir l'échantillon 2 identiquement distribué selon la loi de X mais en renonçant à l'indépendance, plus précisément en s'arrangeant pour que {\displaystyle \mathrm {Cov} (m_{1},m_{2})<0}. Il faut donc exploiter les éléments de symétrie de la loi de X afin de construire le second échantillon à partir du premier, en s'assurant de la négativité de la covariance. Ce faisant, la variance sera inférieure à la variance "normale" {\displaystyle \sigma _{m_{1}}^{2}/2}.
Par exemple, si la loi de X est la loi uniforme sur [0;1], le premier échantillon sera simplement u1, u2, ... ,un, où pour tout i, ui est tirée selon {\displaystyle {\mathcal {U}}(0;1)}. On construit le second échantillon u'1, u'2, ... ,u'n, en posant pour tout i: u'i = 1–ui. Si les ui sont uniformes sur [0;1], alors il en va de même pour les u'i. De plus, la covariance est négative, ce qui permet de réduire la variance initiale.
Un autre exemple concerne la loi normale {\displaystyle {\mathcal {N}}(\mu ,s)}. En appliquant la transformation x'i = 2μ – xi, où {\displaystyle x_{i}\sim {\mathcal {N}}(\mu ,s)}, on obtient un tirage selon {\displaystyle {\mathcal {N}}(\mu ,s)}, qui est négativement corrélé avec le premier tirage xi

## Exemple: estimation d'une intégrale
On souhaite estimer
{\displaystyle I=\int _{0}^{1}{\frac {1}{1+x}}\,\mathrm {d} x}.
La valeur exacte est {\displaystyle I=\ln 2\approx 0,69314718055995}. Cette intégrale peut se voir comme l'espérance de f (U), où
{\displaystyle f(x)={\frac {1}{1+x}}}
et U distribuée selon une loi uniforme sur [0;1].
On compare l'estimateur Monte-Carlo classique (échantillon de taille 2n, avec n = 1500, tiré selon la loi uniforme standard) à l'estimateur avec variable antithétique (échantillon de taille n, complété par l'échantillon transformé 1–ui). La variance se réduit comme suit
|                       | Estimation | Variance |
| Méthode classique     | 0,69365    | 0,02005  |
| Variable antithétique | 0,69399    | 0,00063  |

On constate une très nette réduction de la variance dans le cas de l'utilisation d'une variable antithétique.